# Veslanje na Poletnih olimpijskih igrah 1912
Veslanje na Poletnih olimpijskih igrah 1912 je obsegalo 4 discipline, nastopili pa so samo moški. Tekme so potekale na Djurgårdsbrunnsvikenu, od četrtka, 17. julija do sobote, 19. julija 1912. 

## Pregled medalj
| Dogodek                            | Zlato | Srebro | Bron |
| Enojec                             | Združeno kraljestvo William Kinnear | Belgija · Polydore Veirman | Kanada · Everard Butler Rusija · Mart Kuusik                                                                                              |
| Četverec s krmarjem                | Nemčija LudwigshafenAlbert Arnheiter Hermann Wilker Rudolf Fickeisen Otto Fickeisen Karl Leister                                                                | Združeno kraljestvo Thames R. C.Julius Beresford Karl Vernon Charles Rought Bruce Logan Geoffrey Carr                                                                               | Danska PolytekniskErik Bisgaard Rasmus Frandsen Mikael Simonsen Poul Thymann Ejgil Clemmensen                                             |
| Četverec s krmarjem široke gradnje | Danska Nykjøbings paa FalsterEjler Allert Jørgen Hansen Carl Møller Carl Pedersen Poul Hartmann                                                                 | Švedska Roddklubben af 1912Ture Rosvall William Bruhn-Möller Conrad Brunkman Herman Dahlbäck Wilhelm Wilkens                                                                        | Norveška OrmsundClaus Høyer Reidar Holter Magnus Herseth Frithjof Olstad Olav Bjørnstad                                                   |
| Osmerec                            | Združeno kraljestvo LeanderEdgar Burgess Sidney Swann Leslie Wormwald Ewart Horsfall James Angus Gillan Stanley Garton Alister Kirby Philip Fleming Henry Wells | Združeno kraljestvo New College, OxfordWilliam Fison William Parker Thomas Gillespie Beaufort Burdekin Frederick Pitman Arthur Wiggins Charles Littlejohn Robert Bourne John Walker | Nemčija BerlinOtto Liebing Max Bröske Max Vetter Willi Bartholomae Fritz Bartholomae Werner Dehn Rudolf Reichelt Hans Matthiae Kurt Runge |

1. ↑  Nemci so po prvem kolu zamenjali krmarja. Ni pa povsem jasno ali je bil prvi krmar Otto Maier ali Karl Leister. Mednarodni olimpijski komite kot dobitnika medalje šteje samo Karla Leisterja.

## Bronaste medalje
Na teh igrah poražencem v polfinalu niso podelili bronastih medalj temveč le diplome. Podatki v bazi Mednarodnega olimpijskega komiteja sicer vsebujejo tudi prejemnike bronastih medalj za vse discipline. Ni povsem jasno, ali gre pri tem samo za gesto, ali je bila kasneje narejena sprememba za nazaj in so veslači dobili medalje. 

## Definicije amaterjev
Veslači so morali zadostiti kriterijem, po katerih je bil amater:
- veslač, ki ni bil nikoli plačan kot trener;
- ki ni nikoli nastopil za denarne nagrade;
- ki ni nikoli tekmoval ali se predstavljal za plačilo;
- ki ni nikoli tekmoval ali se predstavljal proti profesionalcu;
- ki ni nikoli pridobil sredstev s tekmovanji, prodajo, zamenjavo ali dobil kakšnega drugega plačila za športne rezultate ali rekvizite.

Amaterji so smeli dobiti povrnjene stroške na tekmovanjih samo za prenočišče in potovanje na kraj tekme. Stroške jim je smel kriti klub, katerega člani so bili. Dovoljeno je bilo tudi, da je amaterju stroške kril klub organizator tekme, po soglasju matičnega kluba veslača. Plačilo je bilo v tem primeru lahko izvedeno samo preko matičnega kluba. S tem veslač ni smel pridobiti denarnih sredstev, ki bi presegale stroške. 
Profesionalci niso smeli nastopiti na nobeni amaterski tekmi. Prav tako niso smeli soditi na takih tekmovanjih. Kot profesionalce so šteli ribiče, pomorščake ali druge ljudi, ki so se preživljali v povezavi z veslanjem do dve leti pred tekmovanjem. 

## Države udeleženke
Na igrah je nastopilo 184 (*) veslačev iz 14 držav:
- Avstralazija - 10
- Avstrija - 6
- Belgija - 6
- Češka - 1
- Kanada - 10
- Danska - 15
- Finska - 6
- Francija - 17
- Nemčija - 26(*)
- Združeno kraljestvo - 24
- Madžarska - 11
- Norveška - 24
- Rusija - 1
- Švedska - 28

(*) Opomba: Všteta oba krmarja.

## Medalje
| Mesto  | Država              | Zlato | Srebro | Bron | Skupaj |
| 1      | Združeno kraljestvo | 2     | 2      | 0    | 4      |
| 2      | Danska              | 1     | 0      | 1    | 2      |
| 2      | Nemčija             | 1     | 0      | 1    | 2      |
| 4      | Belgija             | 0     | 1      | 0    | 1      |
| 4      | Švedska             | 0     | 1      | 0    | 1      |
| 6      | Kanada              | 0     | 0      | 1    | 1      |
| 6      | Norveška            | 0     | 0      | 1    | 1      |
| 6      | Rusija              | 0     | 0      | 1    | 1      |
|        |                     |       |        |      |        |
| Skupaj | Skupaj              | 4     | 4      | 5    | 13     |